# シュヴェリーン市電
シュヴェリーン市電（ドイツ語: Straßenbahn Schwerin）は、ドイツ（旧：東ドイツ）の都市・シュヴェリーン市内を走る路面電車。2020年現在は4つの系統が存在し、シュヴェリーン地域交通会社（Nahverkehr Schwerin GmbH、NVS）によって運営される。

## 歴史

### 公共交通網の模索
シュヴェリーンにおける最初の軌道交通は、1878年に設立されたメクレンブルク軌道交通株式会社（Mecklenburgische Straßen-Eisenbahn Aktien-Gesellschaft、MSEAG）によって建設され、1881年11月5日に開通した馬車鉄道であった。同年11月6日には新たな路線も開通し、翌1882年以降はグリーンラインとレッドラインの2系統に再編された。だが、当時のシュヴェリーンは他のドイツ北部の都市と比べ公共交通が定着しておらず、開業当初からMSEAGは赤字経営が続いた。その結果1884年に同社は馬車鉄道の運行を停止し、翌1885年にロストック高等地方裁判所からの命令により一部路線の運行が再開したものの結局同年のうちに全線廃止となり、線路は1887年までに撤去され車両は他都市へ売却された。
その後も1906年に営業運転を開始した路線バスが翌1907年には廃止されるなどシュヴェリーンに公共交通が定着するまで長い歳月を費やす事となり、当時最先端の公共交通であった路面電車の導入に際してもシュヴェリーン市側は難色を示していたが、1904年に市営の発電所が建設されたことが契機となり、シュヴェリーン市が直接運営する形で路面電車を建設する事が決定した。そして1908年12月1日、最初の路面電車路線が運行を開始した。

### 路面電車の進展
シュヴェリーンの路面電車は開業以降その利便性から多数の乗客を抱え、1909年の年間利用客数は180万人を記録した。路線についても延伸が続き、1910年の時点で4系統が運行していた。1911年に実施されたポンメルン州の貿易展示会に併せて5号線も開通し、路線延長は12.7 kmに達したが、同系統は展示会終了後早期に廃止された。更に第一次世界大戦や敗戦後の不況の影響で4号線も廃止されたほか、電力不足による長期運休も起きた。1921年にはシュヴェリーンのリゾート地であるツィッペンドルフへの延伸が実施されたが、ハイパーインフレーションの影響は大きく、1922年から1923年にかけて3号線以外の路線は運行を停止する事態に陥った。
その後、1925年までに全区間の運行が再開され、以降は再度路線網の拡張が行われたものの、1935年以降シュヴェリーン市は路線バスの運行を開始し、翌1936年以降多くの路線がバスに置き換えられて廃止され、1938年の時点で3号線のみが運行する状態となり、廃止された区間の線路や架線はロストックへと売却された。状況が変化したのは第二次世界大戦後、燃料不足が深刻さを増すようになってからであり、1940年には一度廃止された2号線が運行を再開した。だが、1945年4月7日の空襲によりシュヴェリーン市内は甚大な被害を受け、路面電車を含めた公共交通網は全て運行を停止した。

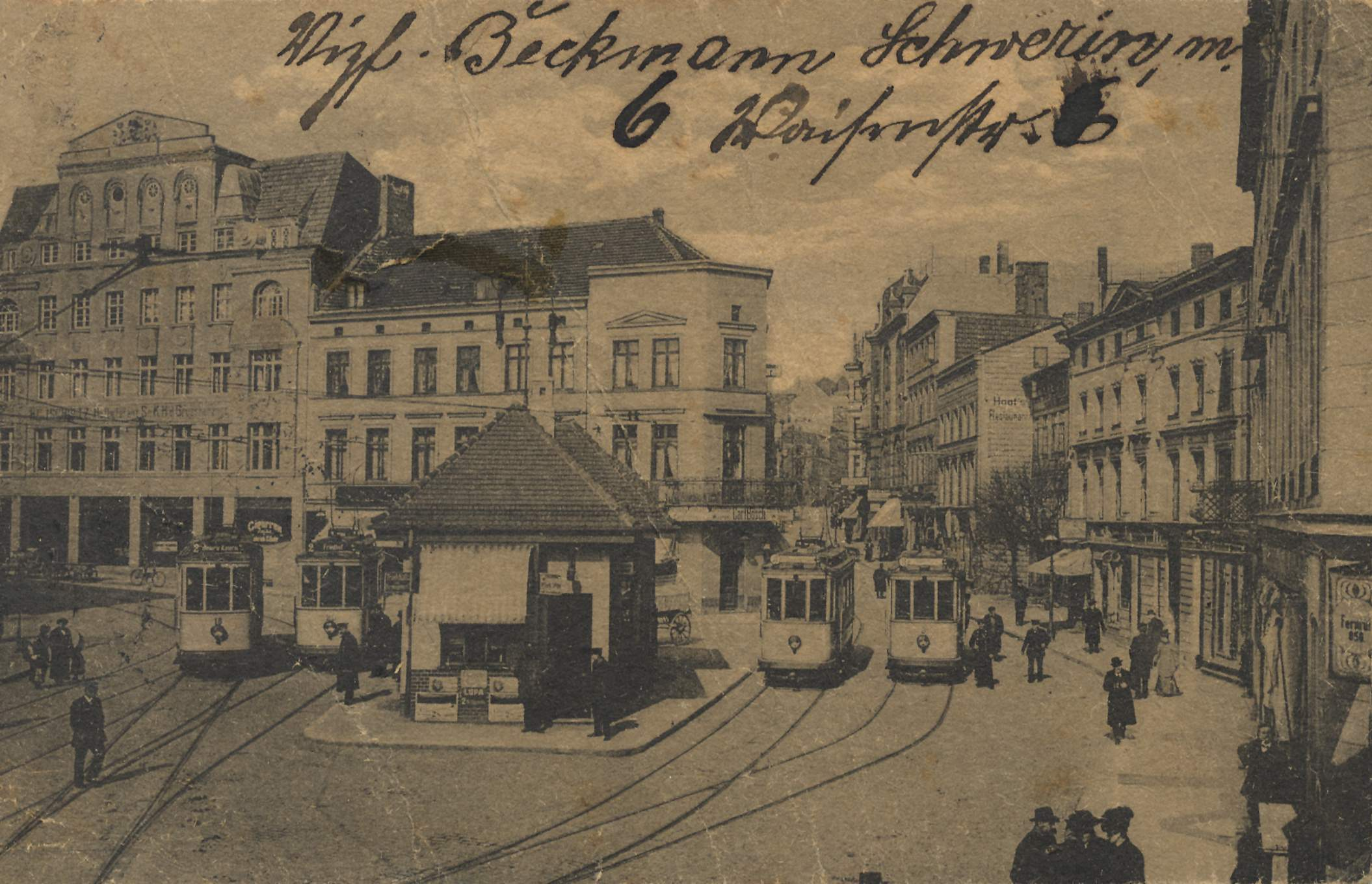
開通初期のシュヴェリーン市電（1909年撮影）

### 東ドイツ時代の発展
シュヴェリーン市電の運行が再開されたのはソビエト連邦（ソ連）が占領していた時代、1946年5月1日で、1949年に1号線（旧）を除く全線の運行が再開された。また1952年には系統の再編が実施され、3号線は「1号線」に番号が改められた。運営組織についても東ドイツ成立以降幾度かの再編を経て人民公社のシュヴェリーン地方輸送会社（VE（K）Nahverkehrbetrieb Schwerin）が運営する事となった。1950年代以降は東ドイツ製の2軸車の導入が続き、それに合わせた線形改良も実施された。
だがそれ以降もシュヴェリーン市電の存廃に関する議論は続き、1960年代には新たな路線が建設される一方で需要が少ないと見做された路線は廃止され路線バスへと置き換えられた。この状況が大きく変わったのは、1971年に開催されたドイツ社会主義統一党の党大会においてシュヴェリーンのヴストマルク地区の大規模な工業開発の決定が決定した時であった。これに併せて従業員が暮らす大規模な工業団地もグローセル・ドレーシュ地区に建設され、シュヴェリーン市電は双方を繋ぐ役割を担う事になったのである。
この両地区を結ぶ路線は、チェコスロバキア（現：チェコ）製の路面電車車両であるタトラT3に規格を合わせた、一部に高架区間を有する高速路線として設計が行われ、1974年10月6日に最初の路線が開通し1984年までに全区間が完成した。開業当初こそ電力不足により従来の2軸車が使用されたものの、以降は同路線を含めてタトラT3がシュヴェリーン市電における主力車両となり、2軸車を置き換えるため1988年まで継続して導入が実施された。他にも1980年には新たな車庫が建設されている。
また、同時期にはオイルショックの影響により路面電車による貨物輸送が計画され試運転も実施されたが、結果が思わしくなく定期運転開始までには至らなかった。

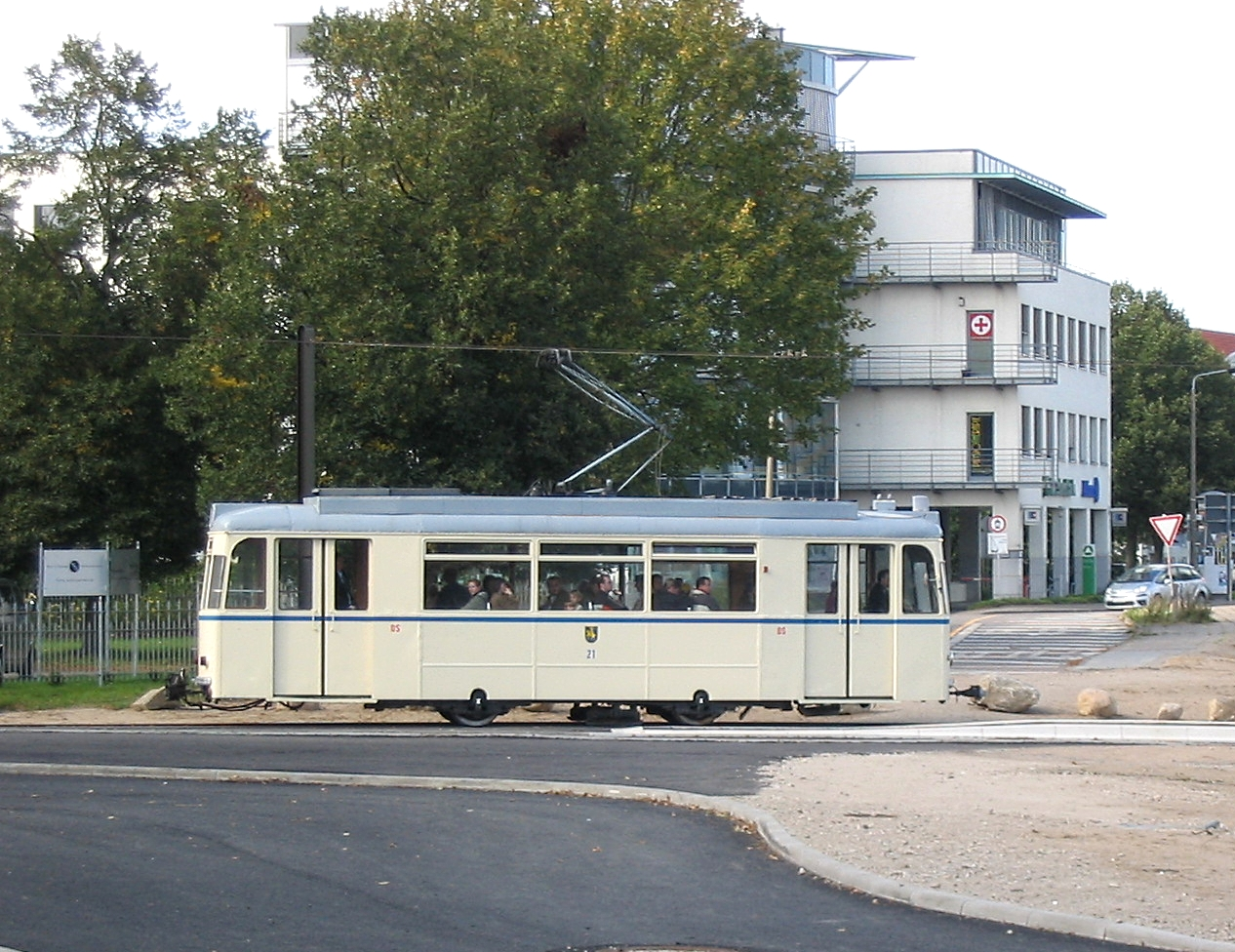
東ドイツ製の2軸車（2007年撮影）
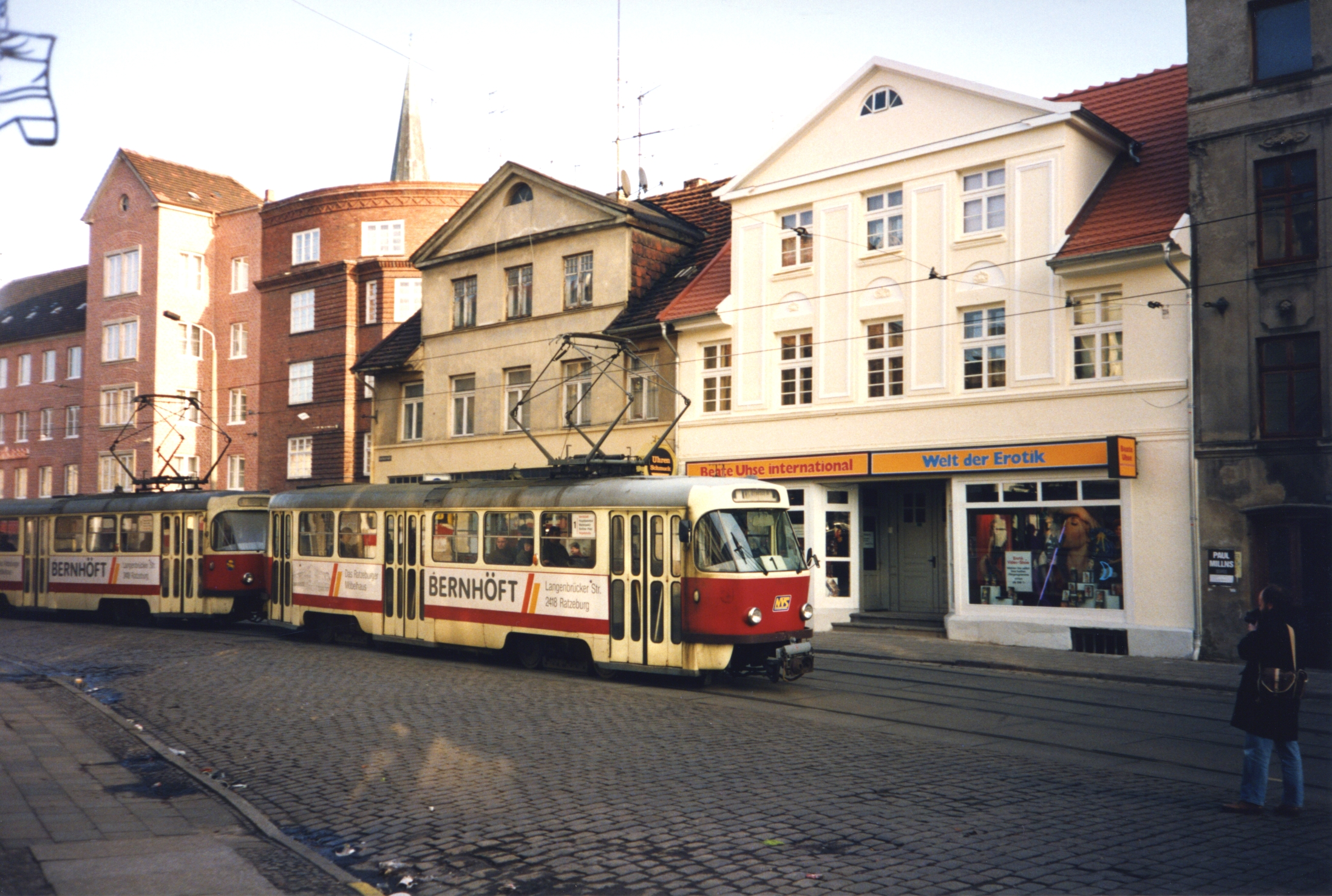
1970年代以降はタトラT3の大量導入が行われた（1991年撮影）

### ドイツ再統一後
ドイツ再統一後のシュヴェリーン市電は、シュヴェリーン市自体の人口減少に加えてモータリーゼーションの進展により利用客の減少が続き、自家用車や民営の路線バスとの厳しい競争に立たされている。これに対抗するため、再統一後に市電や市営バスの運営が移管されたシュヴェリーン地域交通会社（Nahverkehr Schwerin GmbH、NVS）は幾度かの組織の再編を実施しており、2004年には車両や施設の維持・管理、ダイヤの作成を実施する「NVS」と市電や路線バスの運営を行う「メクレンブルク交通事業会社シュヴェリーン（Mecklenburger Verkehrsservice GmbH Schwerin、MVG）」への分社化が行われたが、2019年に両社は再度合併している。一方、車両については列車本数の減少によるサービス低下を避けるため超低床電車・SN2001形の導入を実施し、2004年にタトラT3が営業運転を終了したことで、シュヴェリーン市電は全列車が超低床電車で運用される旧東ドイツ地域で最初の路面電車網となっている。また、これに伴い2002年に架線電圧をそれまでの直流600 Vから750 Vへ昇圧している。

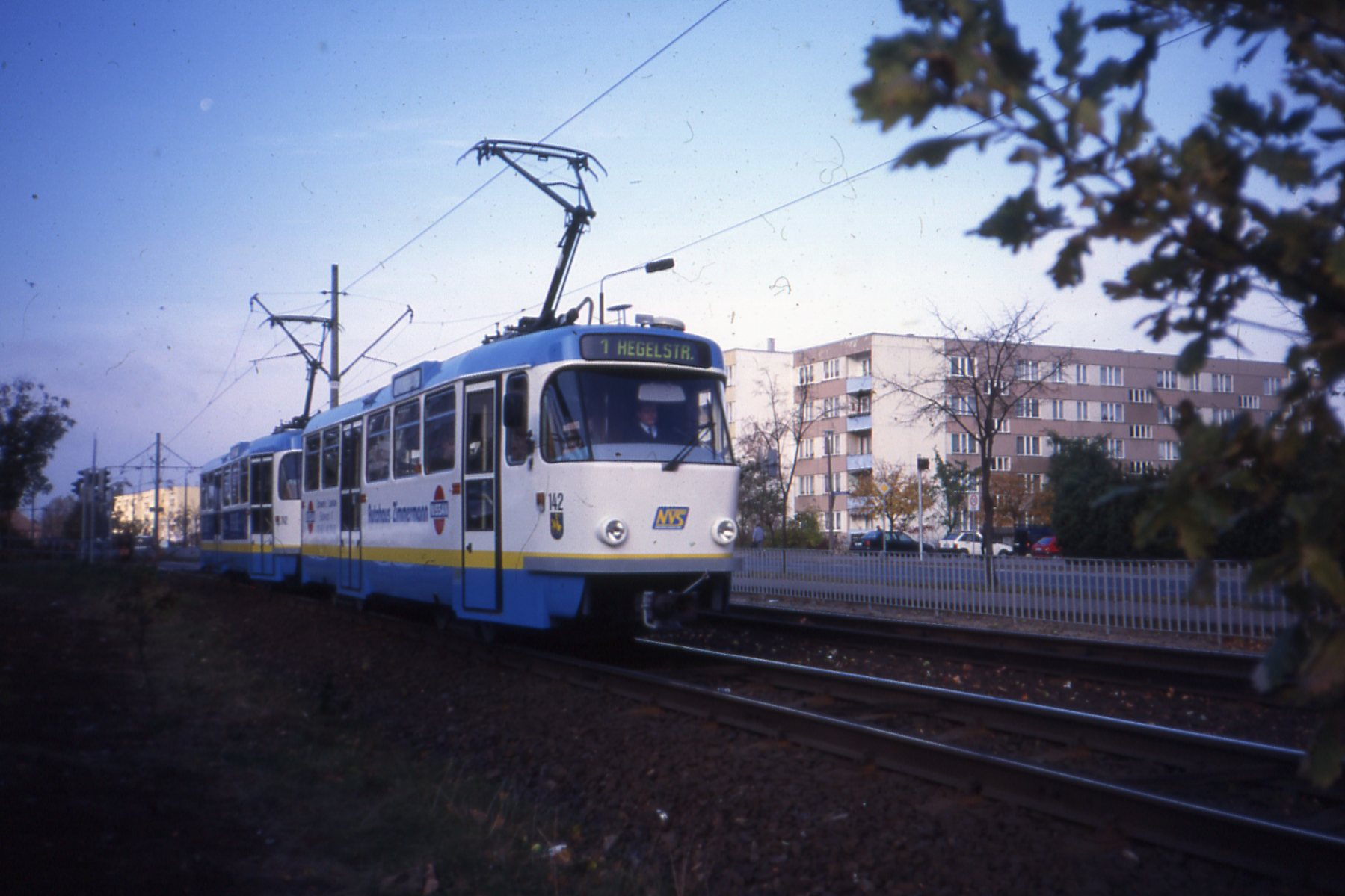
タトラT3の更新車両は2004年まで営業運転に用いられた（1994年撮影）
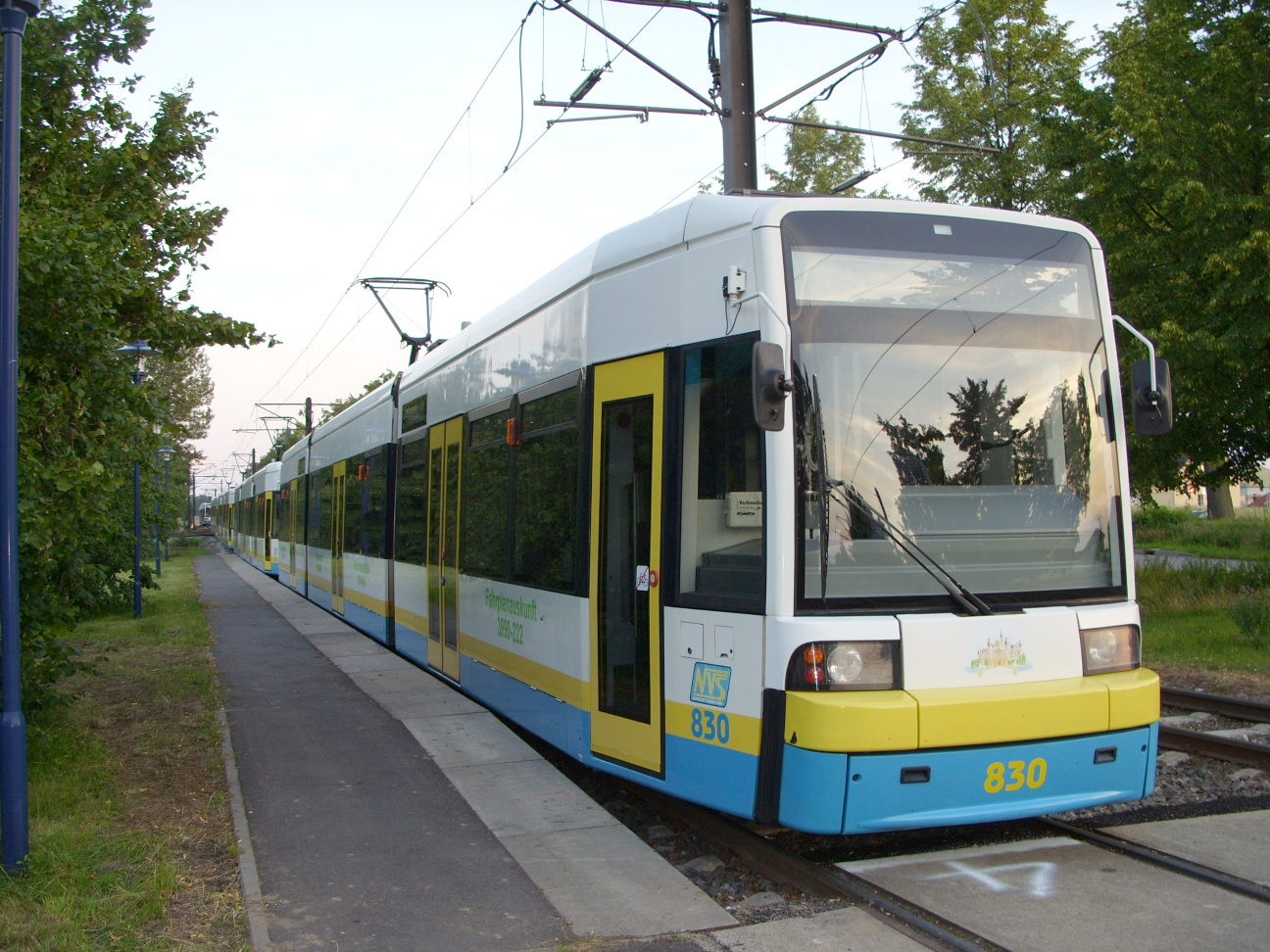
超低床電車のSN2001形（2007年撮影）

## 運行
2020年6月現在、シュヴェリーン市電は市内に「X」の文字に似た路線網を有しており、以下の4系統が運行している。市電の運賃は1回の乗車につき2ユーロで、24時間、1週間（15ユーロ）、1ヵ月（47ユーロ）使用可能な乗車券も発行されている。また、ドイツ鉄道が展開する会員制カード「バーンカード（BahnCard）」のうち「Schwerin + City」と記されているものはシュヴェリーン市電を始めとするNVSが運営する公共交通でも使用可能である。同事業者の公共交通機関は乗車時に乗客自身がバリデーターで刻印を行う信用乗車方式を採用しており、無賃乗車が発覚した場合は60ユーロの罰金が科せられる。
| 系統番号 | 経路                                                                                        | 備考・参考                                                                |
| -------- | ------------------------------------------------------------------------------------------- | ------------------------------------------------------------------------- |
| 1        | Kliniken - Hauptbahnhof - Marienplatz - Stauffenbergstraße - Hegelstraße                    | 午後8時(20時)以降の一部系統は路線バスによる代行運転を実施                 |
| 2        | Lankow-Siedlung - Platz der Freiheit - Marienplatz - Stauffenbergstraße - Hegelstraße       | 早朝の一部列車は沿線の学校の登校日のみ運行                                |
| 3        | Neu Pampow - Krebsförden - Waldfriedhof - Haselholz - Stauffenbergstraße - Hegelstraße      | 早朝の一部列車は沿線の学校の登校日のみ運行 午後の一部列車は特定曜日に運行 |
| 4        | Neu Pampow - Krebsförden - Waldfriedhof - Haselholz - Marienplatz - Hauptbahnhof - Kliniken | 一部列車は区間運転を実施                                                  |

## 車両

### 現有車両

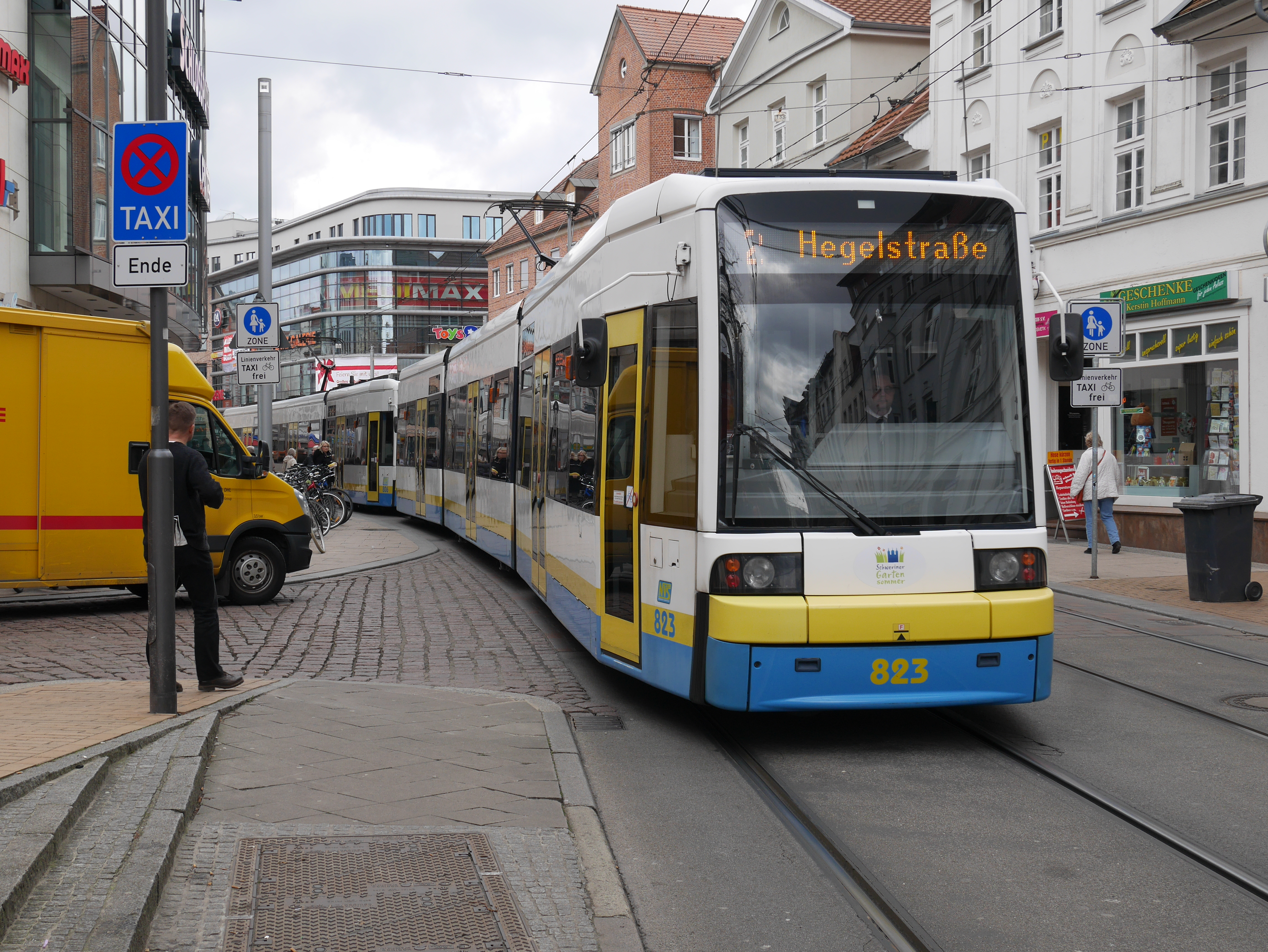
SN2001形（連結運転、2016年撮影）

2020年現在、シュヴェリーン市電ではボンバルディア・トランスポーテーション製の部分超低床電車（フレキシティ・クラシック）であるSN2001形が営業運転に使用されている。片運転台式の3車体連接車で、車体に軽量鋼を用いる事で従来のタトラT3の編成と比較して重量が21 %削減されている他、組み立て時にコンピュータを用いたプロセスを導入する事で生産時間の短縮効果が得られている。台車は前後車体の端に主電動機を搭載した動力台車が、中間車体に付随台車が設置されており、枕ばねに用いる油圧式空気ばねにより車体の高さが一定に保たれる構造となっている。車内には15インチモニターを用いた車内案内表示装置が設置されている他、安全対策のため監視カメラも搭載されている。
2001年8月24日に一般公開が行われ、同年9月25日から営業運転を開始した。以降は2003年までに30両が導入され、タトラT3Dを全て置き換えた。1両での運用の他、総括制御による2両編成による営業運転も行われている。導入年および車両番号は以下の通り。
- 2001年：801 - 807
- 2002年：808 - 822
- 2003年：823 - 830

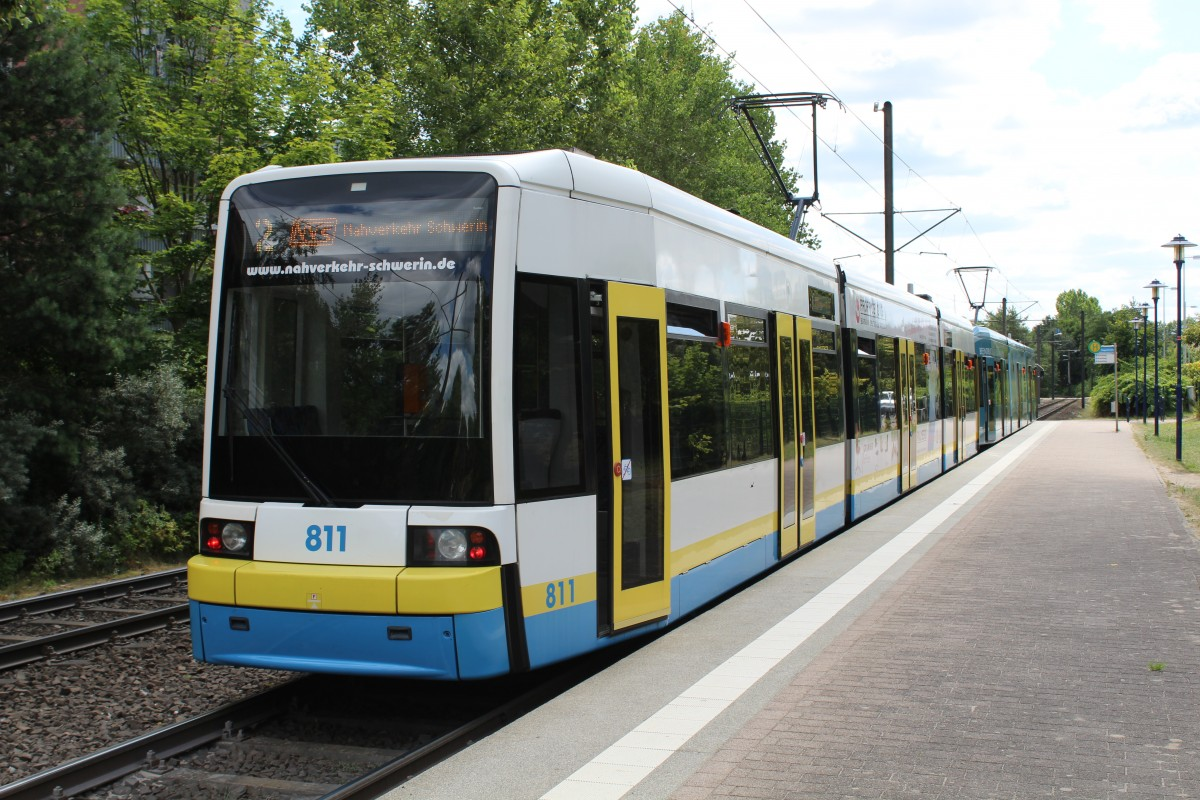
後方には運転台がない（2013年撮影）
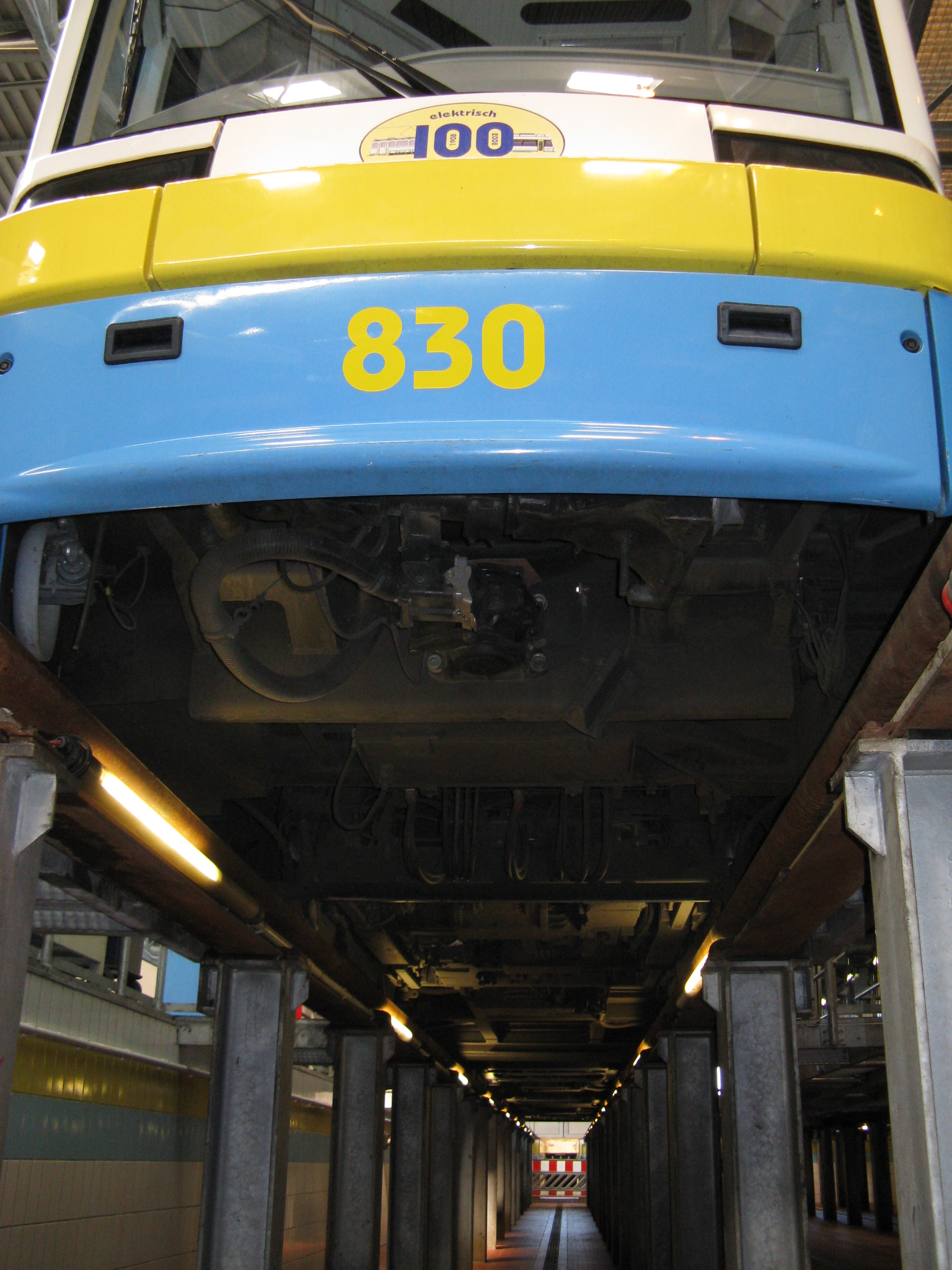
床下の機器
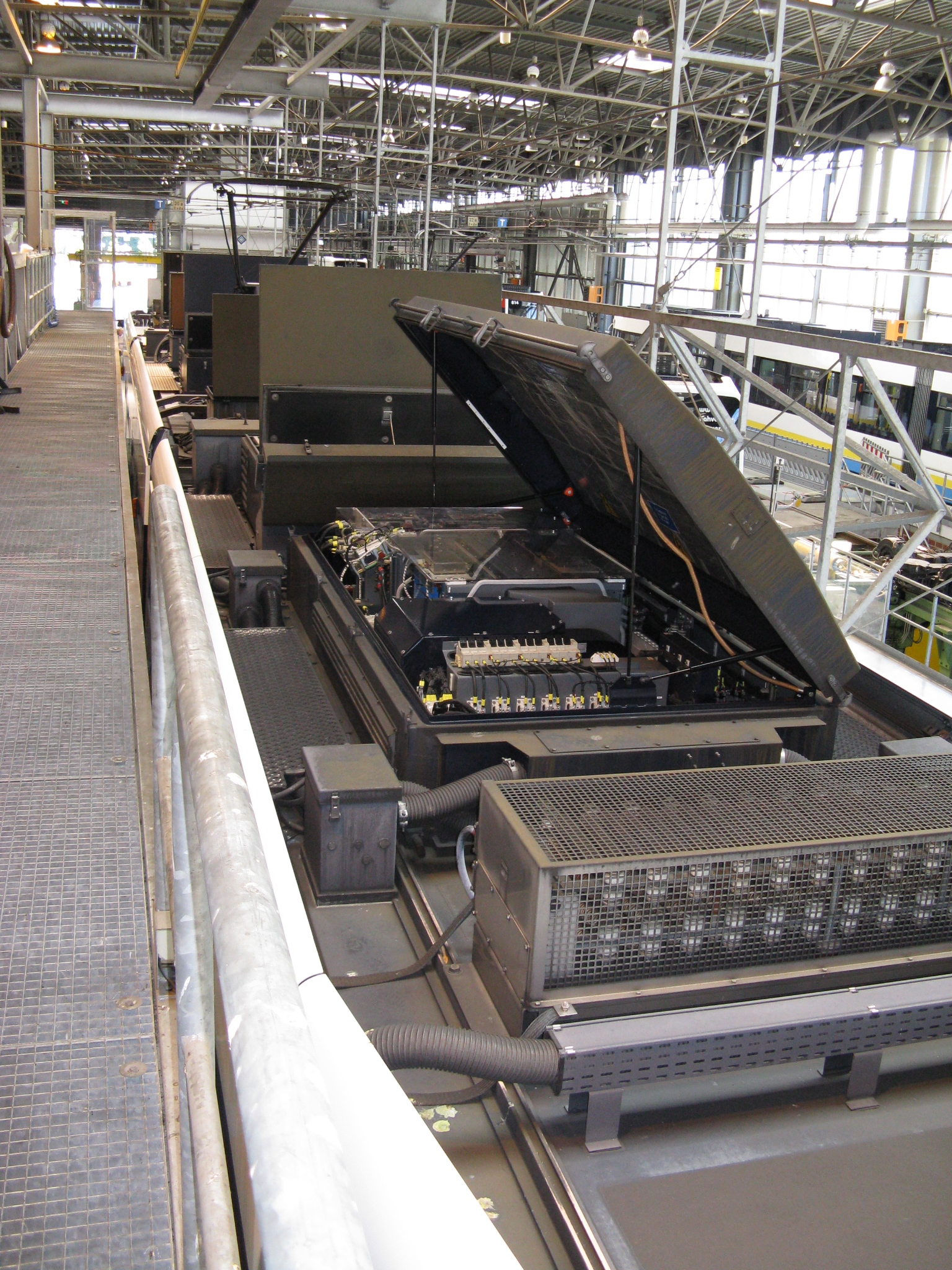
屋根上の機器
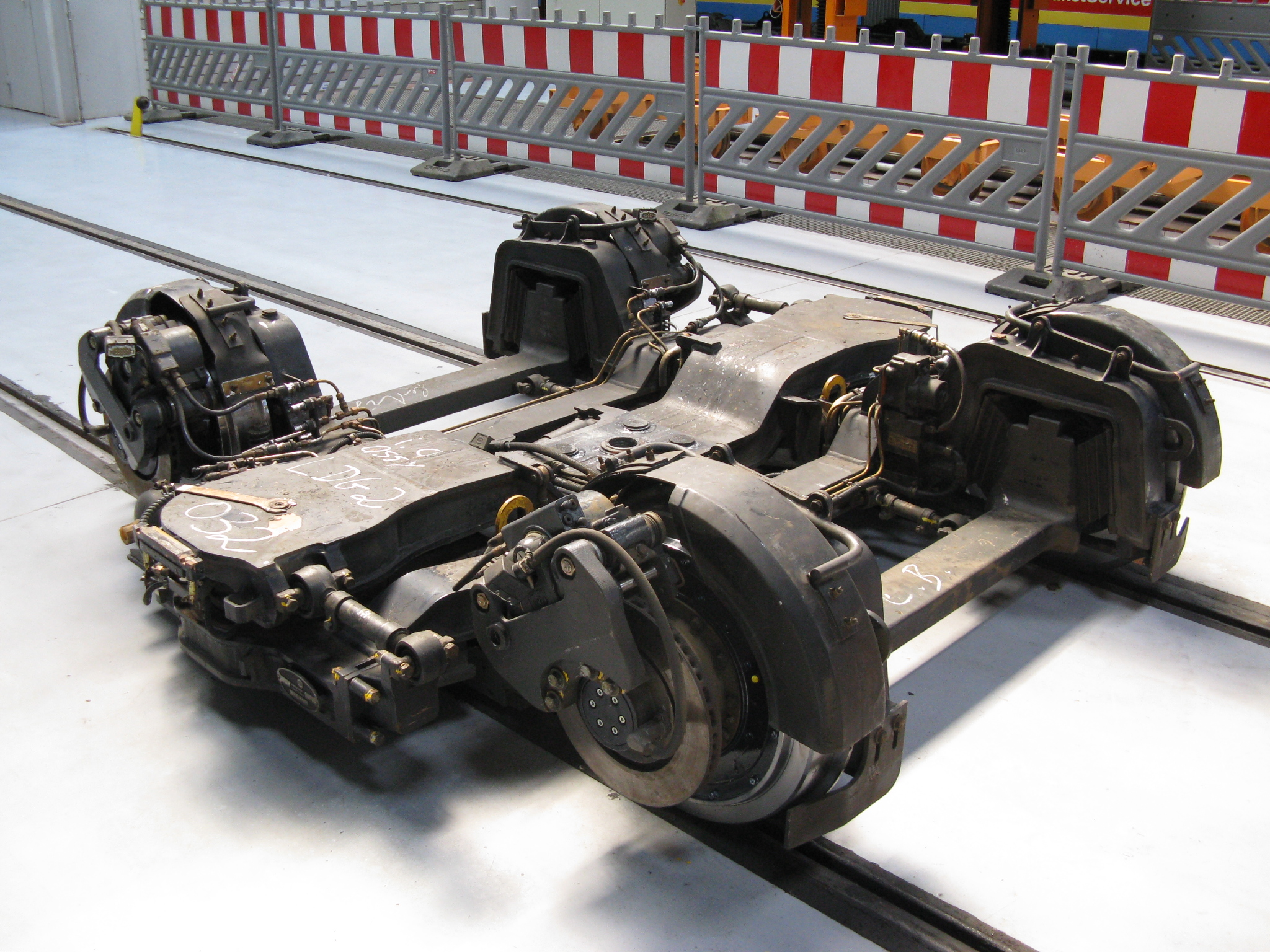
中間車体の付随台車
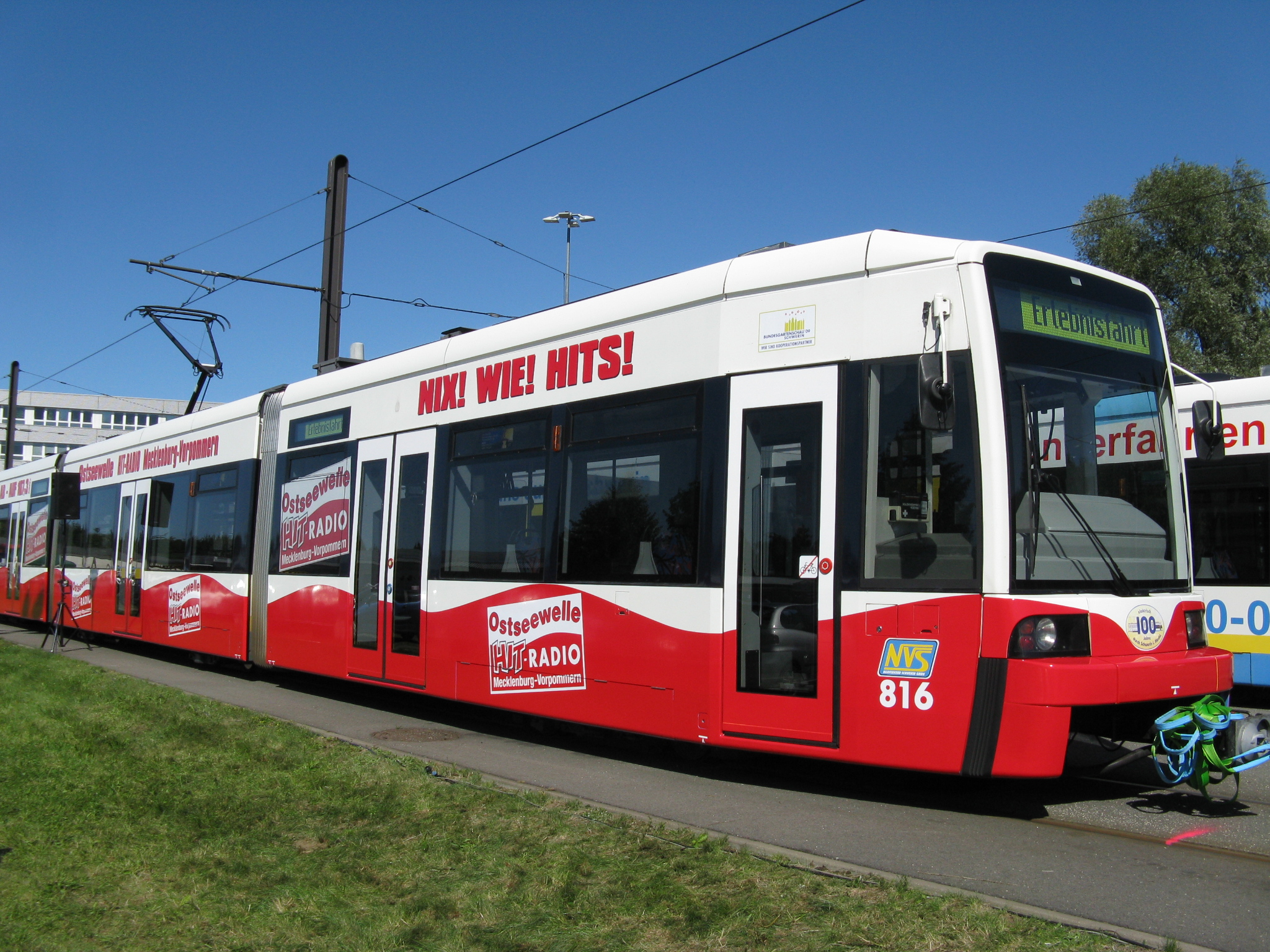
広告塗装（2008年撮影）
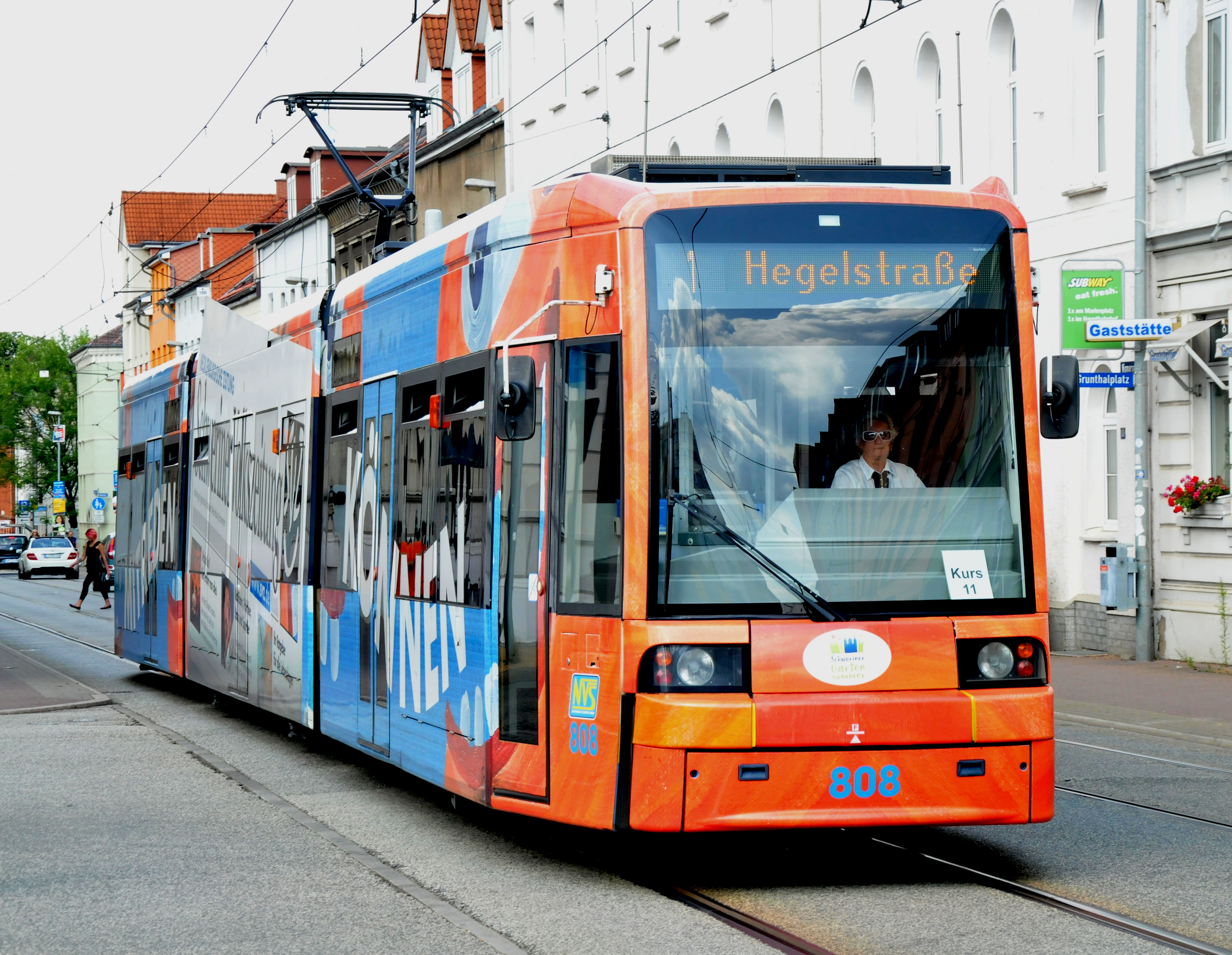
広告塗装（2013年撮影）
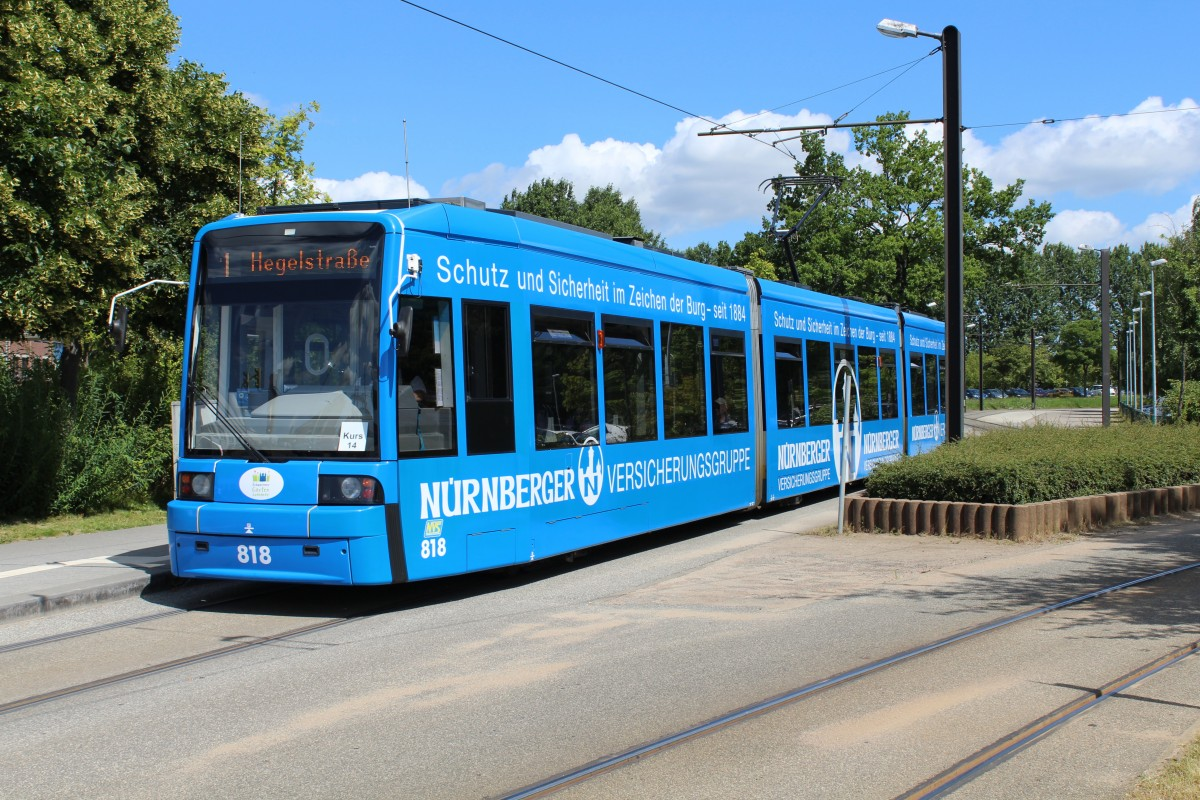
広告塗装（2013年撮影）

| 形式   | 製造年  | 総数          | 軌間     | 編成                     | 運転台数                                  | 台車数                                         | 備考・参考                 |
| ------ | ------- | ------------- | -------- | ------------------------ | ----------------------------------------- | ---------------------------------------------- | -------------------------- |
| SN2001 | 2001-03 | 30両(801-830) | 1,435mm  | 3車体連接車              | 片運転台                                  | 2基(動力台車) 2基(付随台車)                    | [ 19 ] [ 20 ] [ 3 ] [ 10 ] |
| SN2001 | 2001-03 | 全長          | 全幅     | 全高                     | 床面高さ                                  | 車輪経                                         | [ 19 ] [ 20 ] [ 3 ] [ 10 ] |
| SN2001 | 2001-03 | 29,700mm      | 2,650mm  | 3,410mm                  | 580mm(高床) 360mm(低床) 290mm(乗降扉付近) | 600mm                                          | [ 19 ] [ 20 ] [ 3 ] [ 10 ] |
| SN2001 | 2001-03 | 重量          | 最高速度 | 起動加速度               | 常用減速度                                | 非常減速度                                     | [ 19 ] [ 20 ] [ 3 ] [ 10 ] |
| SN2001 | 2001-03 | 40.2t         | 70km/h   | 1.30m/s2                 | 1.30m/s2                                  | 2.73m/s2                                       | [ 19 ] [ 20 ] [ 3 ] [ 10 ] |
| SN2001 | 2001-03 | 着席定員      | 立席定員 | 電動機出力               | 編成出力                                  | 制動装置                                       | [ 19 ] [ 20 ] [ 3 ] [ 10 ] |
| SN2001 | 2001-03 | 84人          | 115人    | 125kw （三相誘導電動機） | 500kw                                     | 回生ブレーキ ディスクブレーキ 電磁吸着ブレーキ | [ 19 ] [ 20 ] [ 3 ] [ 10 ] |

### 動態保存車両

#### タトラT3D（417）
1970年代の大規模な路線延伸に合わせて導入された、チェコスロバキア（現：チェコ）のČKDタトラ製ボギー車。1973年から1988年まで長期に渡って製造されたが、そのうち最後に製造された1両である417が2008年のシュヴェリーン市電開通100周年に合わせて整備が行われた上で動態保存されている。

#### 26

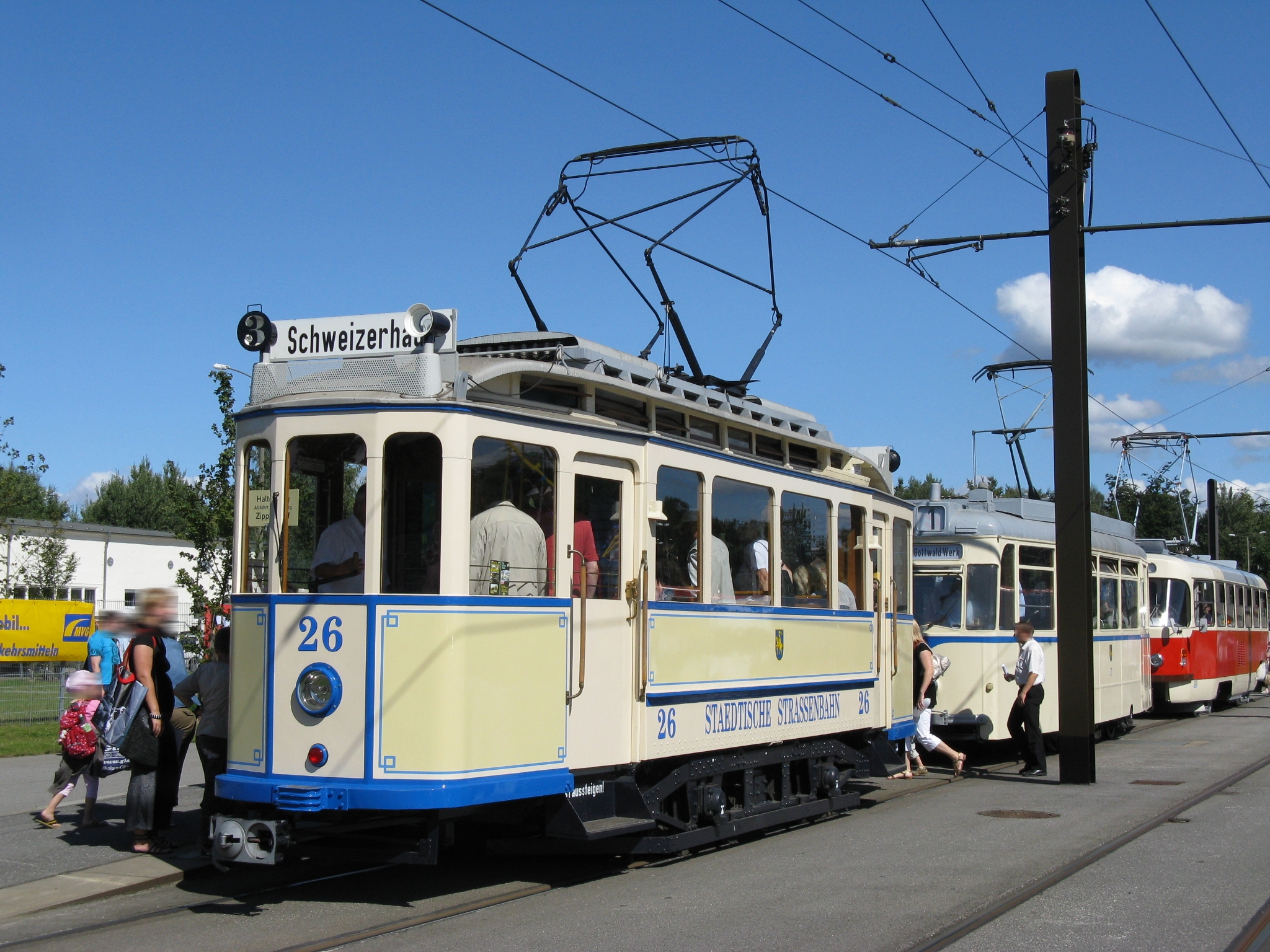
26（2008年）撮影

第二次世界大戦前に導入された2軸車のうち、1926年に製造された5両（26 - 30）のうちの1両。戦災からの復旧を経て1972年まで営業運転に用いられた後、出力を増強した主電動機や雪かき装置が取り付けられ除雪車両として使われた。その後1981年にシュヴェリーンの馬車鉄道開通100周年を記念して旅客車両への復元が行われ、2002年にはドイツの路面電車規格（BOStrab）への適合や新造時の形態への復元を含めた再整備が実施されている。

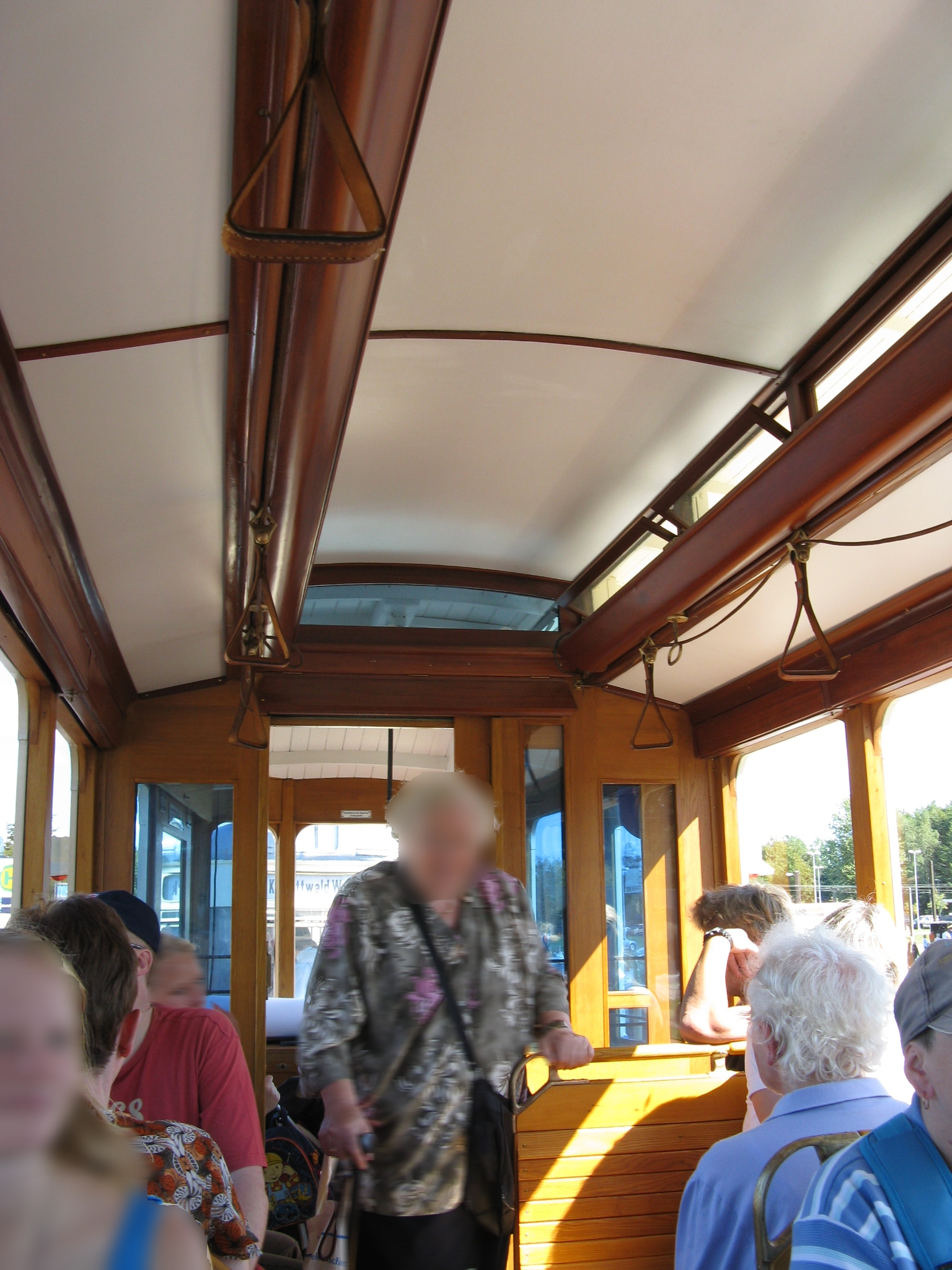
車内
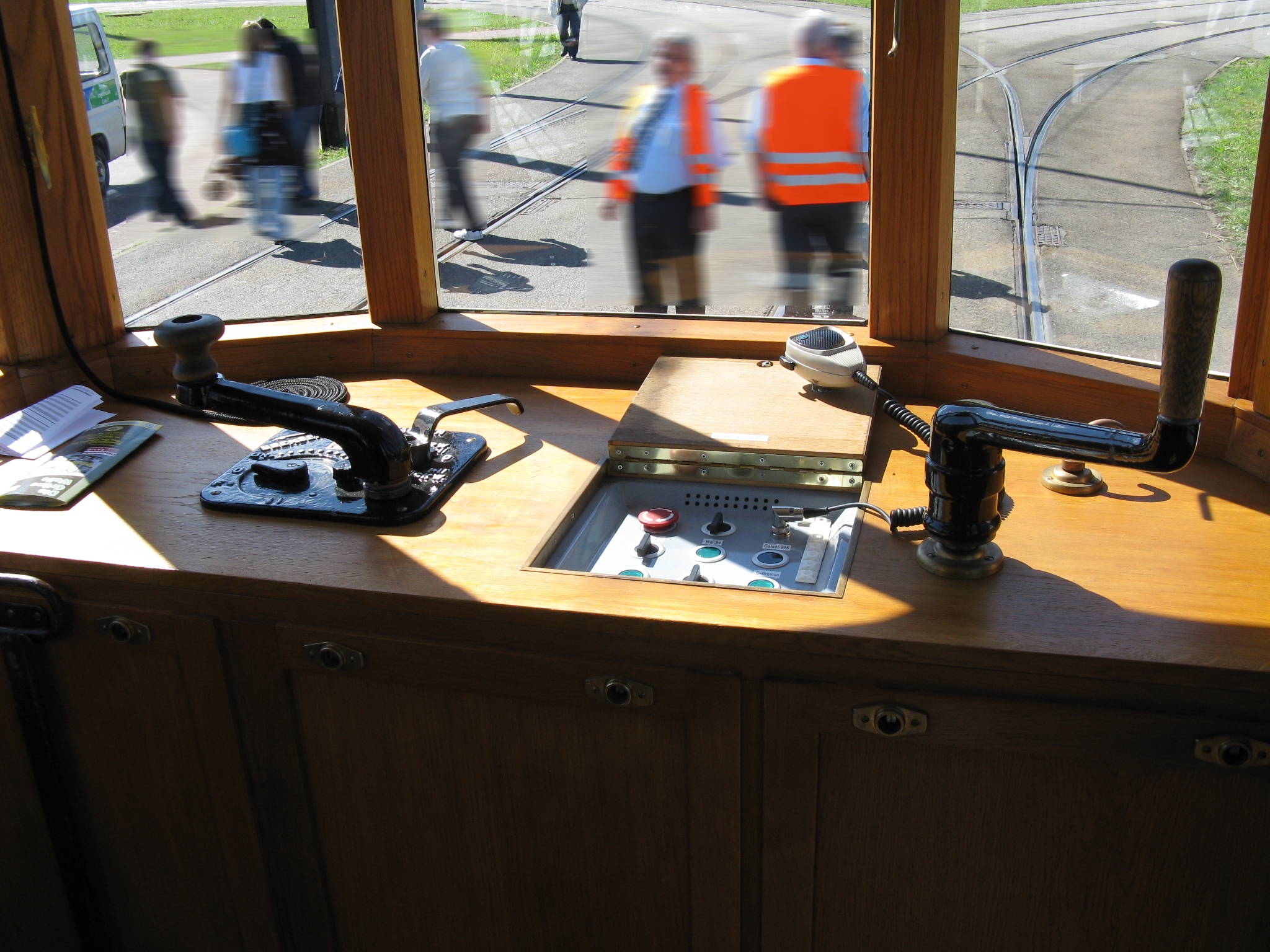
運転台